# Réamonn Ó Gallchobhair
Pour les articles homonymes, voir O'Gallagher.
Réamonn Ó Gallchobhair (alias Redmond O'Gallagher) est un évêque irlandais  du milieu du XVIe siècle.
Ó Gallchobhair est nommé évêque de Killala par le pape Paul III le 6 novembre 1545 . Il est transféré au siège catholique de Derry  par le pape Pie V, le 22 juin 1569.